# Гонселен
Гонселен (фр. Goncelin) насеље је и општина у источној Француској у региону Рона-Алпи, у департману Изер која припада префектури Гренобл.
По подацима из 2011. године у општини је живело 2208 становника, а густина насељености је износила 157,71 становника/km². Општина се простире на површини од 14 km². Налази се на средњој надморској висини од 242 метара (максималној 1.278 m, а минималној 235 m).

## Демографија
| 1962. | 1968. | 1975. | 1982. | 1990. | 1999. | 2011. |
| ----- | ----- | ----- | ----- | ----- | ----- | ----- |
| 884   | 1.136 | 1.506 | 1.467 | 1.771 | 1.937 | 2.208 |

График промене броја становника у току последњих година